# Екуатла
Екуатла (Веракрус) (исп. Yecuatla)  —   город в Мексике, входит в штат Веракрус. Население 3198 человек.